# Pabellón Rojo canadiense
El Pabellón Rojo canadiense (en inglés: Canadian Red Ensign) es la antigua bandera utilizada por el gobierno federal de Canadá aunque nunca fue adoptada oficialmente por el parlamento de Canadá. Es un pabellón rojo británico con el escudo de armas de Canadá en su batiente.
El Pabellón Rojo canadiense surgió como una bandera informal para representar a Canadá ya en la década de 1870 y se usó en el mar y en tierra "en todos los edificios públicos de las provincias", antes de convertirse en la insignia civil del país en 1892. La bandera estaba adornada con las armas de las provincias canadienses hasta 1922, cuando las armas de Canadá reemplazaron la fusión de armas provinciales en la insignia. Durante la Segunda Guerra Mundial, la insignia se utilizó como símbolo que representaba a las fuerzas armadas de Canadá. En 1945, una orden del consejo nombró a la bandera roja canadiense una "bandera canadiense distintiva" para ondear en edificios gubernamentales. Sin embargo, la bandera nunca fue adoptada formalmente como bandera nacional de Canadá, y la Union Flag se utilizó en esa función hasta que se adoptó la bandera de la hoja de arce en 1965. La bandera de la hoja de arce reemplazó a la bandera roja canadiense como enseña civil del país cuando se convirtió en la primera bandera nacional oficial de Canadá.

## Historia

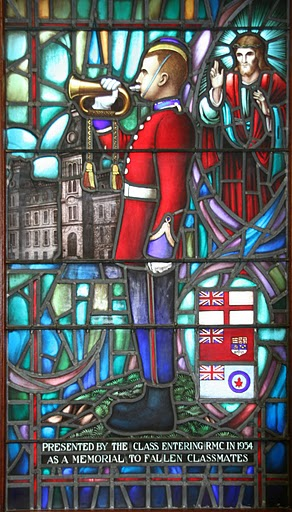
Vidriera conmemorativa, promoción de 1934, Real Colegio Militar de Canadá. Se puede observar el Pabellón Rojo en la esquina inferior derecha.

Pabellón Rojo de Canadá utilizado entre 1868 y 1921. En ese momento se produjeron varias variaciones informales de la insignia, modificadas por los caprichos de los fabricantes y la adición de otras armas provinciales a la insignia.

Pabellón Rojo de Canadá utilizado entre 1921 y 1957.

Pabellón Rojo de Canadá utilizado entre 1957 y 1965.

El Pabellón Rojo que llevaba algún tipo de emblema canadiense fue utilizado por los canadienses tanto en tierra como en el mar a partir de 1868 (poco después de la Confederación) sobre una base informal o extra-legal. Como primer ministro, Sir John A. Macdonald "constantemente hizo uso de él", promoviéndolo "por precepto y ejemplo" en todo Canadá. Un memorando de 1891 del Gobernador General, Lord Stanley, decía: "el Gobierno del Dominio ha fomentado por precepto y ejemplo el uso en todos los edificios públicos de las provincias del Red Ensign con la insignia canadiense en el 'asta'". En 1892, fue autorizado por el Almirantazgo para su uso en buques registrados en Canadá y esto estaba consagrado en la Ley de Transporte de Canadá de 1934, sin embargo, la bandera no tenía estatus legal en tierra (la bandera "oficial" de Canadá fue la Bandera Real hasta 1946). A pesar de su falta de cualquier estatus oficial en tierra, el Pabellón Rojo con las armas canadienses fue ampliamente utilizado en tierra, y ondeó sobre los edificios del parlamento hasta 1904 cuando fue sustituido por la Union Flag. Varias versiones del Pabellón Rojo continuaron ondeando en tierra y la bandera ocupó un lugar prominente en exhibiciones patrióticas y esfuerzos de reclutamiento durante la Primera Guerra Mundial. Se constata en numerosas fotografías de las tropas canadienses, en el automóvil del Primer Ministro, y en los desfiles de la victoria.
El Pabellón Rojo canadiense original tenía las armas de las cuatro provincias fundadoras en su escudo. Sin embargo, a finales del siglo XIX y principios del siglo XX, los fabricantes de la bandera a menudo complementaban este diseño con coronas reales y de laureles. El diseño se colocaba frecuentemente en un cuadrado o círculo blanco en el batiente de la bandera (lado derecho asumiendo el asta de la bandera para estar a la izquierda). No había un diseño estándar para el Pabellón Rojo hasta principios de los años 20. En 1921, el gobierno de Canadá pidió al rey Jorge V que ordenara un nuevo escudo de armas para Canadá. El Colegio de Armas diseñó así un escudo de armas adecuado de Canadá. El nuevo escudo fue exhibido en el Pabellón Rojo, así produciendo una nueva versión de la bandera roja canadiense en 1922. En 1924, el Pabellón Rojo fue aprobado para su uso en edificios del gobierno canadiense fuera de Canadá. El Pabellón Rojo canadiense, a través de la historia, la tradición y la costumbre, finalmente se formalizó el 5 de septiembre de 1945, cuando el gobernador general de Canadá firmó un Orden en Consejo (PC 5888) que declaró que "El Pabellón Rojo con el Escudo de Armas en el batiente (que se denominarán "El Pabellón Rojo Canadiense") pueden ser ondeados en edificios apropiados u ocupados por el Gobierno federal canadiense dentro o fuera de Canadá será apropiado ser desplegada como una bandera canadiense distintiva". Así que en 1945, la bandera fue aprobada para su uso por los edificios del gobierno dentro de Canadá, así, y una vez más ondeó sobre el Parlamento.

## En el arte y la cultura
Otto Reinhold Jacobi incluyó una insignia roja que volaba desde el Bloque Este en su pintura de 1866 de los edificios del Parlamento.
A principios de la década de 1990 se desarrolló una leyenda urbana que afirmaba que la bandera estadounidense estaba impresa en la serie de billetes canadienses de 1986. La leyenda afirmaba que se podía ver la bandera de Estados Unidos ondeando en los edificios del Parlamento representados detrás del primer ministro Sir Wilfrid Laurier en el billete de 5 dólares, Sir John A. Macdonald en el billete de 10 dólares y William Lyon Mackenzie King en el billete de 50 dólares. Esta bandera era en realidad la bandera roja canadiense, contemporánea de los tres primeros ministros, pero de un tamaño tan pequeño que podía confundirse con la bandera estadounidense.

## Galería

Pabellón Rojo de Canadá utilizado entre 1868 y 1921.
Pabellón Rojo de Canadá utilizado entre 1921 y 1957.
Pabellón Rojo de Canadá utilizado entre 1957 y 1965.